# Доктор М
«Доктор М» (фр. Dr. M) — фильм 1990 года, соавтором сценария и режиссёром которого является Клод Шаброль. Фильм является ремейком картины Фрица Ланга 1922 года «Доктор Мабузе, игрок», который в свою очередь был поставлен по роману Норберта Жака 1921 года «Доктор Мабузе, игрок»
В фильме занят звёздный международный состав актёров.

## Сюжет
Действие происходит в ближайшем будущем в Западном Берлине. Неожиданная и странная эпидемия охватила город, приводя к серии массовых самоубийств. Тем временем средства массовой информации транслируют странную, похожую на гипнотические заклинания пропаганду. Власти повергнуты в шок и не знают, как бороться с массовой гибелью людей. Лишь один одинокий полицейский подозревает, что «самоубийства» в действительности являются результатом деятельности обезумевшего криминального гения. Его расследование приводит к красивой, загадочной женщине, а через неё — к раскрытию зловещего заговора с целью манипуляции людьми с помощью гипноза.

## В ролях
| Актёр            | Роль                     |
| ---------------- | ------------------------ |
| Алан Бейтс       | Доктор Марсфельдт / Гуру |
| Дженнифер Билс   | Соня Фоглер              |
| Ян Никлас        | Лейтенант Клаус Хартман  |
| Изольда Барт     | Миссис Зер               |
| Эндрю Маккарти   | Убийца                   |
| Вольфганг Прайс  | Кесслер                  |
| Ханс Цишлер      | Мозер                    |
| Бенуа Режан      | Штиглиц                  |
| Александр Радзун | Энглер                   |
| Жан Бенгиги      | Рольф                    |

## Реакция критики
Стив Саймес из Энтертейнмент Уикли поставил фильму оценку C-:
Это стандартный, низкобюджетный европейский фильм категории В. Сюжет абсурден (с анахронизмами, в частности, несмотря на то, что действие происходит в будущем, Берлинская стена еще не разрушена). Звезды – включая все еще привлекательную Дженнифер Билс и обычно невозмутимого  Алана Бейтса (который похож на эксцентрическую имитацию Альберта Финни в роли Эркюля Пуаро) – либо переигрывают, либо ходят как лунатики, а ход повествования летаргический на грани коматозного
Джексон Эдлер из TV Guide поставил фильму 3 звезды из 4:
«Доктор М» - это своего рода мешанина. Но это в основном увлекательная мешанина, в которой Шаброль работает в сатирически-зловещем ключе, что не должно удивить его поклонников…В отличие от многих американских жанровых картин, проблемы «Доктора М» происходят от завышенных целей, а не от заниженных… Главным образом, благодаря Шабролю, происходящее на экране никогда не становится скучным, вне зависимости от того, сколько раз это посмотреть. «Доктор М» - захватывающий и даже  увлекательный триллер с мозгами – даже при том, что требуется больше мозгов, чем следует, чтобы уследить за суматошным сюжетом